# Doktor Knock
A Doktor Knock (eredeti cím: Knock) 2017-ben bemutatott filmvígjáték, rendezője Lorraine Lévy, főszereplője Omar Sy.
Franciaországban 2017. október. 18-án mutatták be, Magyarországon pedig 2017. december 21-én.
Jules Romains 1923-ban írt színműve, a Knock ou le Triomphe de la médecine („Knock avagy az orvostudomány diadala”) alapján készült, amelyet a 20. században már több francia rendező is megfilmesített.

## Cselekmény
Knock menekül a behajtói elől, pont kapóra jön neki egy indulófélben lévő hajó, amelyen orvost keresnek. Doktornak adja ki magát és beleszeret a munkába, ezért eldönti, hogy tényleg orvos lesz belőle. Néhány évvel később egy kis közép-franciaországi településen ő lesz a háziorvos, fellendíti a patika forgalmát és megnyeri az emberek szívét. De múltja utoléri, felbukkan egy rossz ember, aki hallgatása fejében pénzt próbál kizsarolni Knock-tól.

## Szereposztás
| Szerep            | Színész               | Magyar hangja (1. szinkron, 1962) |
| ----------------- | --------------------- | --------------------------------- |
| Doktor Knock      | Omar Sy               | Galambos Péter                    |
| Lupus, a pap      | Alex Lutz             | Crespo Rodrigo                    |
| Adèle             | Ana Girardot          | Kelemen Kata                      |
| La Cuq            | Sabine Azéma          | Borbás Gabi                       |
| Lansky            | Pascal Elbé           | Kőszegi Ákos                      |
| Madame Mousquet   | Audrey Dana           | Kisfalvi Krisztina                |
| Monsieur Mousquet | Michel Vuillermoz     | Rosta Sándor                      |
| Postás            | Christian Hecq        | Vida Péter                        |
| Özvegy Pons-né    | Hélène Vincent        | Hámori Ildikó                     |
| Madame Rémy       | Andréa Ferréol        | Andresz Kati                      |
| Jules             | Rufus (Jacques Narcy) | Forgács Gábor                     |
| Doktor Parpalaid  | Nicolas Marié         | Harsányi Gábor                    |
| Bernard           | Sébastien Castro      | Gáspár András                     |
| Madame Parpalaid  | Christine Murillo     | Halász Aranka                     |
| Polgármester      | Yves Pignot           | Várkonyi András                   |
| Michalon          | Pierre Aucaigne       | Galbenisz Tomasz                  |
| Irène             | Stéphanie Bataille    | Menszátor Magdolna                |
| Charlie           | Guillaume Destrem     | Háda János                        |
| Kapitány          | Patrick Descamps      | Barbinek Péter                    |
| Hortense          | Laura Benson          | Kiss Mari                         |
| Passepoil         | Jean-Marie Lecoq      | Faragó András                     |
| Altiszt           | Nicolas Martinez      | Sörös Miklós                      |
| Frédo             | Sylvain Gabet         | Turi Bálint                       |
| Didier            | Guillaume Rabeau      | Ádám Kristóf Mihály               |